# حامد صادق
حامد حبيب صادق (من مواليد 18 ديسمبر 1971) هو عداء كويتي سابق تنافس في سباق 100 متر للرجال في دورة الألعاب الأولمبية الصيفية عام 1996.
في بطولة مجلس التعاون الخليجي لألعاب القوى لعام 1996 في مدينة الكويت، ركض صادق في 10.36 ثانية ليفوز بالميدالية الذهبية في سباق 100 متر، وفي 21.04 ثانية ليفوز بالميدالية البرونزية في سباق 200 متر. حطم وقته في سباق 100 متر الرقم القياسي الكويتي، وظل الرقم القياسي الوطني حتى حطمه مشعل خليفة المطيري في عام 2015.
اختير صادق لتمثيل الكويت في سباق 100 متر في أولمبياد 1996. وصنف في الجولة الثانية عشرة، وركض 10.81 ثانية ليحتل المركز السادس ولم يتقدم إلى ربع النهائي.
في العام التالي، تأهل صادق لسباق 60 مترًا في بطولة العالم لألعاب القوى داخل الصالات عام 1997. ركض 6.92 ثانية ليحتل المركز الخامس في الجولة الثالثة، وفشل في التقدم. كما تنافس صادق في بطولات خارجية عام 1997.
تنافس صادق في بطولة ألعاب القوى العربية عام 1999، حيث ركض 10.52 ثانية ليفوز بالجولة الأولى من سباق 100 متر. تأهل للجولة التالية، لكنه لم يبدأ.